# Antembolus ringens
Espèce
Synonymes
- Lycosa ringens Tongiorgi, 1977

Statut de conservation UICN

 EN B1ab(iii)+2ab(iii) : En danger
Antembolus ringens est une espèce d'araignées aranéomorphes de la famille des Lycosidae.

## Distribution
Cette espèce est endémique de l'île de Sainte-Hélène.

## Description
La carapace du mâle holotype mesure 2,30 mm de long sur 1,62 mm.
Le mâle décrit par Sherwood, Henrard, Logunov et Fowler en 2023 mesure 8,0 mm.

## Systématique et taxinomie
Cette espèce a été décrite sous le protonyme Lycosa ringens par Tongiorgi en 1977. Elle est placée dans le genre Antembolus par Sherwood, Henrard, Logunov et Fowler en 2023.

## Publication originale
- Tongiorgi, 1977 : « Fam. Lycosidae. La faune terrestre de l'île de Sainte-Hélène. IV. » Annales du Musée Royal de l'Afrique Centrale, Série in Octavo, Sciences Zoologiques, vol. 220, p. 105-125.